# Gurmatkal
Gurmatkal é uma panchayat (vila) no distrito de Gulbarga, no estado indiano de Karnataka.

## Geografia
Gurmatkal está localizada a 16° 52′ N, 77° 24′ L. Tem uma altitude média de 608 metros (1994 pés).

## Demografia
Segundo o censo de 2001, Gurmatkal tinha uma população de 16 927 habitantes. Os indivíduos do sexo masculino constituem 50% da população e os do sexo feminino 50%. Gurmatkal tem uma taxa de literacia de 50%, inferior à média nacional de 59,5%: a literacia no sexo masculino é de 60% e no sexo feminino é de 40%. Em Gurmatkal, 15% da população está abaixo dos 6 anos de idade.